# Julien Alfred
Julien Alfred (Castries, 10 de junho de 2001) é uma velocista santa-lucense, campeã olímpica dos 100 m rasos. Sua medalha foi a primeira da nação caribenha de Santa Lúcia na história dos Jogos Olímpicos.
Venceu a prova em Paris 2024 com o tempo de 10.72, recorde nacional de Santa Lúcia. Em 2024 também foi campeã mundial indoor dos 60 m no Campeonato Mundial de Atletismo em Pista Coberta disputado em Glasgow, Escócia, também a primeira medalha de seu país num campeonato mundial.
Três dias depois ficou com a medalha de prata nos 200 m, somando duas medalhas olímpicas para seu país.